# Rás 2 (Färöer)
Rás 2 (sprich rás tvey [rɔas tvɛi] „Kanal zwei“, Eigenschreibweise Rás2) ist ein privater Radiosender auf den Färöern. Er ist Teil des Medienunternehmens Miðlahúsið in Vágsbotni in Tórshavn, zu dem auch die Tageszeitung Sosialurin und das Internetportal in.fo gehören.

## Geschichte
Seit dem Jahr 1957 werden auf den Färöern Rundfunksendungen ausgestrahlt. Bis zum Sendestart von Rás 2 gab es jedoch nur einen Radiosender auf den Inseln, das öffentlich-rechtliche Útvarp Føroya (ÚF). Am 14. Dezember 1999 nahm schließlich Rás 2 den Sendebetrieb auf. Im Jahr 2002 arbeiteten ein Journalist und ein Praktikant bei dem Sender. Im September 2007 wurde Rás 2 vom Unternehmen Miðlavarpið aufgekauft, das wiederum im Besitz von Sosialurin ist. In der Folge zog Rás 2 ins Miðlahúsið nach Vágsbotni, wo Sosialurin bereits ansässig war.
Neben Nachrichten-, Sport-, Diskussions- und Informationssendungen spielt der Sender vor allem eine Mischung unterschiedlicher Musikrichtungen. Rás 2 ist im Großteil der Inselgruppe empfangbar und sendet täglich von 7 bis 23 Uhr.
Neben den beiden genannten nahmen inzwischen noch die Radiosender Lindin (2000), VoxPop (2013) und KissFM (2014) den Betrieb auf. Alle Sender sind auch über einen Livestream im Internet zu empfangen.